# Domanice
Domanice è un comune rurale polacco del distretto di Siedlce, nel voivodato della Masovia.
Ricopre una superficie di 46,87 km² e nel 2004 contava 2 721 abitanti.